# Bakovský potok

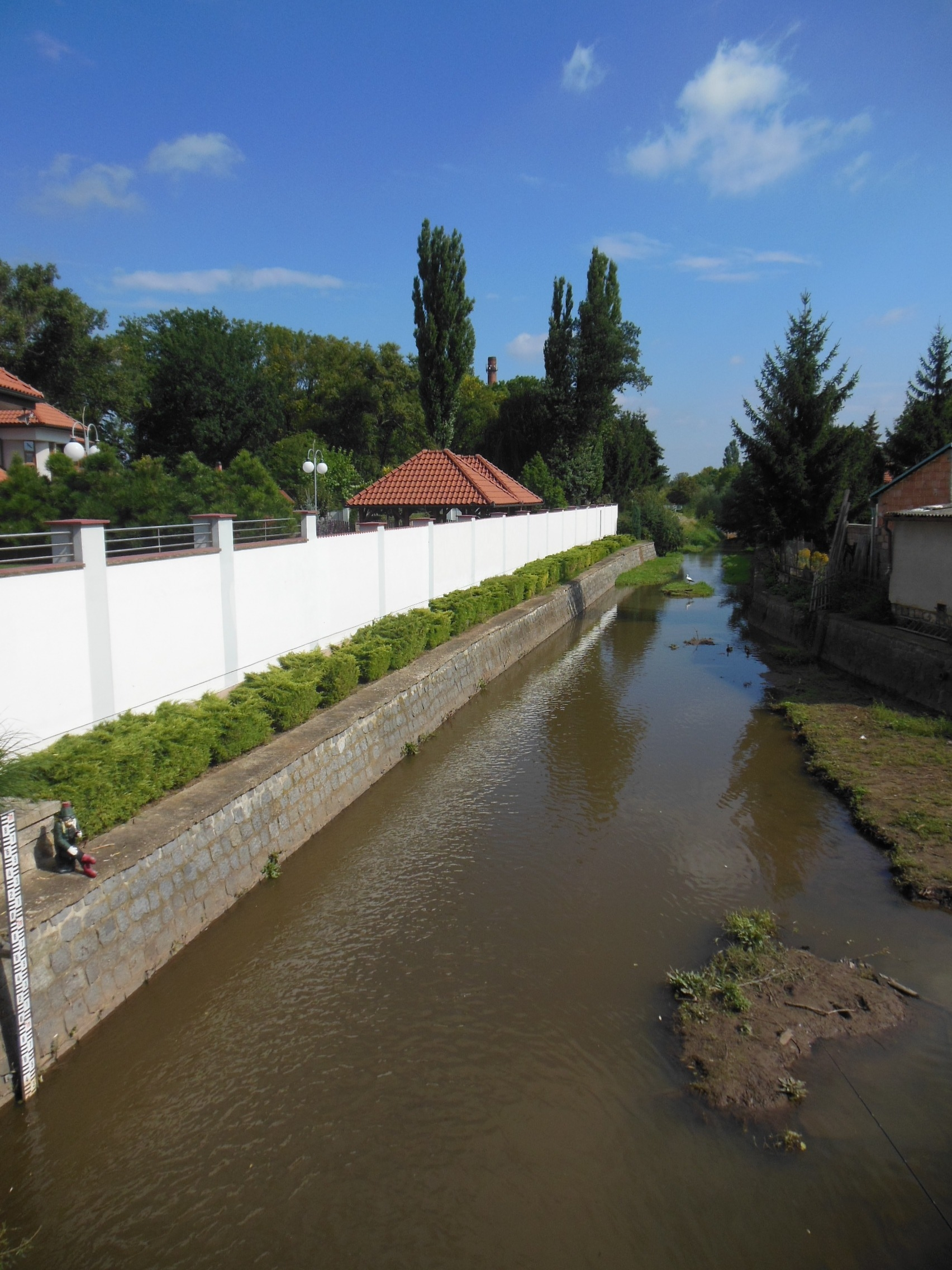
Der Bakovský potok in Velvary

Der Bakovský potok (deutsch Bakower Bach) ist ein linker Zufluss der Moldau in Tschechien.

## Verlauf
Der Bakovský potok entspringt anderthalb Kilometer östlich von Kroučová innerhalb des Naturparks Džbán im Džbán. Seine Quelle befindet sich im Hügelland Řevničovská pahorkatina nordöstlich der Kuppe Králka (516 m n.m.) bei der Einschicht Králka. An seinem nach Nordosten führenden Oberlauf hat sich der Bach tief in die Pläner- und Sandsteinschichten des Džbán eingeschnitten und wird in zahlreichen Teichen gestaut. Entlang des Bakovský potok liegen in dem zunehmend breiter werdenden Tal, das früher Podlesí genannt wurde, die Orte Kalivody, Bdín, Srbeč, Spálený Mlýn, Dubová Chaloupka, Hřešice und Pozdeň. Danach verlässt der Bach am Teich Plchovský rybník den Naturpark Džbán. Sein weiterer Lauf führt durch Plchov und Kvílice, wo der Bach von der Staatsstraße I/7 zwischen Louny und Slaný überquert wird, nach Kutrovice. Dort erreicht der Bakovský potok die Perucká tabule (Perutzer Tafelland) und fließt mit östlicher Richtung durch Neprobylice und Královice. Danach wird der Bakovský potok von der Bahnstrecke Praha–Most überbrückt. Nachfolgend fließt der Bach durch Lužecký Mlýn, Drchkov, Bakov, Beřovice, Myslivárna, Hobšovice, Nabdín, Podhorní Mlýn und Velvary. Auf seinem Unterlauf wendet sich der Bach nach Nordosten; am Stadtrand von Velvary wird er von der zur ehemaligen Zuckerfabrik führenden Rübenbahn überquert. Der Bakovský potok fließt dann vorbei an Budihostice und Chržín, wo er den Teich Chržínský speist. Anschließend bildet er ein breites, tief eingeschnittenes Tal mit mehreren Schleifen, an dem die Orte Sazená und Nová Ves liegen. Unterhalb von Nová Ves wird der Bach von der Staatsstraße I/16 von Mělník nach Slaný überbrückt. Danach fließt er an Nové Ouholice vorbei und wird südöstlich der Abfahrt 18 von der Autobahn D 8 überquert. Der letzte Abschnitt des Bakovský potok führt durch Vepřek und unter der Bahnstrecke Praha–Děčín hindurch. Danach mündet der Bach nach 40,3 Kilometern östlich von Vepřek in die Moldau.
Am Oberlauf des Bakovský potok ist das Feuchtgebiet um die Teiche Žabach, Poboř und Jezero bei Kalivody als Naturdenkmal PP Kalivody unter Schutz gestellt. Am Hobšovický rybník ist das oberhalb des Teiches gelegene Feuchtgebiet als Naturdenkmal PP Hobšovický rybník geschützt.
Der Bakovský potok ist der letzte größere Moldauzufluss vor deren Mündung in die Elbe. An seinem Mittellauf in der Perucká tabule hat der Bach nur wenige Zuflüsse; der vor allem landwirtschaftlich genutzte Landstrich gehört zu den niederschlagsärmsten des Landes.

## Zuflüsse
- Přerubenický potok (l), bei Bdín
- Hřešický potok (l), bei Hřešice
- Líský potok (l), in Pozdeň
- Byseňský potok (r), oberhalb von Beřovice
- Zlonický potok (l), bei Nabdín
- Červený potok (r), oberhalb von Velvary
- Svodnice (r), Velvary
- Vranský potok (l), zwischen Budihostice und Chržín
- Mlýnský potok (r), unterhalb von Sazená

## Abflüsse
- Mlýnský potok (r), bei Sazená

## Durchflossene Teiche
- Žabach, oberhalb von Kalivody
- Poboř, oberhalb von Kalivody
- Jezero, oberhalb von Kalivody
- Hájkovský rybník, oberhalb von Srbeč
- Spálený rybník, bei Spálený Mlýn
- Dubový rybník, bei Dubová Chaloupka
- Babinec, oberhalb von Hřešice
- Plchovský rybník, oberhalb von Plchov
- Na Rybníčkách, zwischen Královice und Lužecký Mlýn
- Hobšovický rybník, oberhalb von Hobšovice